# ギヨーム1世 (ペリゴール伯)
ギヨーム1世（フランス語：Guillaume Ier, ? - 918年11月30日）は、ペリゴール伯およびアジャン伯（在位：916年 - 918年）。

## 生涯
ギヨーム1世はアングレーム伯ヴュルグラン1世の息子である。
886年に父が死去した後、その遺領は2人の息子の間で分割された。アングーモワおよびサントンジュはアングレーム伯オードゥアン1世が、ペリゴールとアジュネはギヨームがそれぞれ継承し、ギヨームは初代ペリゴール伯となった。一説によると、ギヨームはオードゥアン1世が病にかかった際にアングレーム伯にもなったという。
ギヨーム1世はレジリンディスという女性と結婚したが、レジリンディスは西フランク王ウードの姉妹とも考えられている。ギヨーム1世には以下の子女がいる。
- ベルナール1世（950年代没） - ペリゴール伯、アングレーム伯
- サンシー - アングレーム伯アデマール1世（ギレム家）と結婚[5]
- エマ - ラ・マルシュ伯ボソ1世と結婚、タレーラン＝ペリゴール家の祖